# Nefew
Nefew (Eigenschreibweise NEFEW) ist eine Schweizer Hip-Hop-Gruppe aus Windisch im Aargau. Sie besteht aus Polemikk (Rapper, Produzent) und PA-Double (DJ, Produzent). Nefew ist ein Akronym, welches für New Education From Every Word steht. Ihr Stil wird oft mit Künstlern wie Common, Kanye West, 9th Wonder, Kenn Starr und Talib Kweli verglichen. Viele ihrer Produktionen enthalten Soul-Samples sowie Jazz-Pianos und Streicher-Arrangements.

## Geschichte

### 2007–2010: Erstes Album und Puma Vertrag
Nefew veröffentlichten 2007 ihr erstes Studioalbum Off the Cuff. Darauf enthalten ist der Song Admit It, eine Kollaboration mit den beiden aus Brooklyn stammenden Rappern Wordsworth und Masta Ace. Damit schaffte sich Nefew in der US-amerikanischen Independent-Hip-Hop-Szene einen Namen.
Im Dezember 2009 begann Puma Nefew in Sachen Promotion zu unterstützen. Dies erlaubte dem Duo, eine Vielzahl neuer Zuhörer zu erreichen. Nefew ist der erste Hip-Hop-Showact, der von Puma gefördert wird.
Nefew veröffentlichten die EP Homesick. Sie ist ausschliesslich im iTunes Music Store erhältlich. Der Song Biko enthält Vocals von R&B-Sänger Chanj und dem ehemaligen Good-Music-Interpreten Consequence. Biko erreichte den zweiten Platz in den US College Radio Charts.

### 2010–2014: Antihero Mehrteiler
Antihero Begins erschien im April 2010. Es ist ein offiziell kostenloses Mixtape. Obwohl es als Mixtape deklariert wurde, kommt es eher wie ein komplettes Album daher.
Das Mixtape hatte erheblichen Erfolg, nicht zuletzt weil es zusammen mit dem angesehenen Hip-Hop-Blog 2dopeboyz.com präsentiert wurde. Antihero Begins erhielt gute Kritiken. Okayplayer bewertete es mit 89 von 100 Punkten.
Mit Antihero Begins nahm DJ Green Lantern Notiz von der Gruppe und hatte die Idee zusammenzuarbeiten. Im Januar 2011 wurde Man Vs Many, präsentiert von DJ Green Lantern, veröffentlicht. Unter anderen wirkten Sänger Dwele und Rapper/Produzent Nottz am Mixtape mit. Das Album wurde später als digitales Album wiederveröffentlicht. Im Oktober 2011 erschien die EP Transitions, welche vollständig vom Berliner Musiker 7inch produziert wurde. Die EP For Hip Hop, eine Zusammenarbeit mit Nottz und Shakes, folgte 2012.
Das im November 2014 veröffentlichte Album trägt den Namen Rise of the Antihero. Es beinhaltet Zusammenarbeiten mit Künstlern wie BJ the Chicago Kid, Jared Evan und STS Gold.

### 2015–2016: Empire Deal und Slides EP
Seit 2016 arbeiten Nefew mit dem US-amerikanischen Label Empire zusammen. Die EP Slides ist die erste Veröffentlichung unter Empire und erschien im Juni 2016. Der Song Brand New Summer feierte Premiere auf Beats 1 Radio in der Show von HOT97 Legende Ebro Darden.

## Diskografie
| Studioalben - 2007: Off the Cuff - 2014: Rise of the Antihero EPs - 2009: Homesick EP - 2011: Transitions (mit 7inch) - 2014: ROTAH EP - 2016: Slides EP Gratis Mixtapes - 2007: Tales of the Dago (Polemikk und Tony Sicily) - 2010: Antihero Begins - 2011: Man Vs Many (präsentiert von DJ Green Lantern) - 2012: For Hip-Hop (mit Nottz & Shakes) Singles - 2007: Admit It (feat. Wordsworth & Masta Ace) - 2007: What U Talk About | Singles als Feature - 2009: Best Men DJs – Wedding Crashers (feat. Seven & Nefew) - 2014: Big Boys – Only One (feat. Mickey Blue & Nefew) Zu hören auf - 2007: Rotosphere – Rotosphere (Is Outta Here) (feat. Polemikk) - 2008: Torae – I Don't Care (feat. Nefew) - 2008: DJ Age & Costa – Pickin’ Up the Pieces (feat. Souleez, Teichoskopie & Nefew) - 2008: Splash Compilation: Nefew – Because I Can - 2009: Jonas – Sensational Remix (feat. Nefew) - 2009: Portefank – Let's Go! (feat. Polemikk) - 2010: Ruck N' Wiz – Changes You Made (feat. Nefew) - 2010: Juice #108: Nefew – Day by Day - 2012: Knightstalker – Paid To Lose (feat. Nefew & Souleez) Produziert - 2010: Knightstalker – Late Knight Show (produziert von Nefew) - 2012: Steno – Storie Di Una Storia (produziert von Polemikk) - 2012: Knightstalker – End of the Tunnel (produziert von PA-Double) |